# Svitlana Bondarenko
Svitlana Mychajlivna Bondarenko (Oekraïens: Світлана Михайлівна Бондаренко) (Zaporizja, 12 augustus 1971) is een Oekraïens topzwemster, wier specialiteit de schoolslag is. Ze nam driemaal deel aan de Olympische Spelen, maar won hierbij geen medailles.
Bondarenko kwam, getuige haar erelijst, vooral tot haar recht op de kortebaan (25 meter). Zo won de pupil van trainer-coach Ivan Proskura twee zilveren medailles (100 en 200 meter schoolslag) bij de tweede editie van de wereldkampioenschappen in het 'kleine bad', gehouden in Rio de Janeiro (1995). Een treetje lager, bij de Europese kampioenschappen, betrad ze driemaal op rij het podium: in 1991 (zilver 100 school), 1993 (zilver 100 school) en 1995 (zilver 100 en 200 school).